# Ђорђи Перузовић
Ђорђи Перузовић (Шибеник, 4. март 1940) југословенски је и хрватски певач поп музике, дуготрајни учесник Сплитског фестивала, као извођач и као аутор.

## Биографија
Перузовић је рођен је у Шибенику 4. марта 1940. године као Јурај Перузовић, а детињство је провео у Врбоској на Хвару. Са тринаест година одлази на средњошколско школовање у Сплит где такође похађа и музичку школу. Био је члан КУД-а Мозаик, где је показао плесни талент. Као ђак, наступио је на такмичењу аматера са песмом  Доменика Модуња и играо у опери Дон Карлос у извођењу Хрватског народног казалишта. Први Перузовићев фестивалски наступ је био на Мелодијама Јадрана у Сплиту са песмом Зденка Руњића Балада о товару за чије извођење осваја трећу награду публике, што је био почетак Перузовићеве успешне каријере. Стижу му понуде са осталих великих југословенских фестивала, где наставља да осваја награде. Са сплитским ансамблом Aspalathos Bross одлази на турнеју по Совјетском Савезу, након чега снима сингл плоче у већини земаља источне Европе. Добитник је многих награда и признања и до данас ужива поштовање као вишезначајна естрадна личност.

## Фестивали
Сплит:
- Балада о товару (алтернација са Терезом Кесовијом), трећа награда публике и награда за аранжман, '63
- Сан у камену (алтернација са Аницом Зубовић), '65
- Вражја Маре, друга награда публике, '66
- Невера (дует са Бети Јурковић), друга награда публике, '67
- Гдје је тај свијет (The Song We Used To Sing), Златно једро, прва награда интернационалног жирија, '70
- 48 ури кад би траја дан, '71
- Ди си бија кад је грмило, победничка песма, '72
- Гала, гала, '73
- Поноћно сунце, '74
- Цврчак цврчи Ане, '75
- Самотници, '76
- Ноћас ћу теби доћи (Вече забавних мелодија), '77
- На дну доброг мора (Вече далматинске шансоне), '77
- Пјесме младости моје (Вече забавних мелодија), '78
- Море је невјеста моја (Вече далматинске шансоне), друга награда публике, '78
- Луна луда, '79
- Дођите опет, литу је крај, '80
- Часна ријеч, '81
- Све је исто, '82
- Оток слободе (Вече Устанак и море), '82
- Капетан без луке, '83
- Сви за једнога, један за све (Вече Устанак и море), '83
- Само ти (дует са Сњежаном Наумовском), прва награда стручног жирија, '84
- Капетан Шиме (Вече Устанак и море), '84
- Смирај, '88
- Оток Хвар (Вече Устанак и море), '88
- Поноћно сунце, посебна награда за дугогодишњу верност и драгоцени уметнички допринос фестивалу, '98
- Вриме чини своје, 2005
- Долазиш, 2011
- Наша прича, 2012
- Флоћун, 2013
- Признање за пуних 50 година на Сплитском фестивалу, 2013
- Само ти (Вече Јакше Фјаменга, дует са Аном Опачак), 2015
- Све је исто (Вече Момчила Попадића), 2016
- Сењорита Еспањола, 2017
- Залиј то цвијеће сузама среће (Вече Сплит пева Мишу Ковача), 2019
- Ди си бија кад је грмило (Вече ретроспективе), 2020
- Летим у свемир, прва награда публике, прва награда стручног жирија и Grand Prix фестивала, Награда за посебан допринос сплитском фестивалу, 2023
- Ди си бија кад је грмило / 48 ури кад би траја дан (Вече Ненада Виловића), 2023
- Цврчак цврчи Ане (Вече Теа Трумбића), 2024

Ваш шлагер сезоне, Сарајево:
- Данас опет слушао сам пјесму, '72

Опатија:
- Твоје лице (алтернација са Мишом Ковачем), '70

Београдско пролеће:
- Љубави, руку ми дај, '72

Загреб:
- Објашњења нема, '71
- Пијани снови, '72
- Нека шуме вјетри и звоници, '73

Фестивал војничких песама:
- Водника три, '70

Сопот интернационални фестивал, Пољска:
- Данас боље него сутра, '73

Братиславска лира, Чехословачка:
- Ди си бија кад је грмило, сребрна лира, '73

Мелодије хрватског Јадрана, Сплит:
- Слободни, '94

Арена, Пула:
- Ја сам тај (дует са Деаном Дворником), '95

Далматинска шансона, Шибеник:
- Све је исто (Вече старих песама), 2005

Фестивал шаљивих шансона, Блато:
- Незабораван дан, 2006
- Како љубе пјесници, 2007

Марко Поло, Корчула:
- Корчуланске кале, 2008
- Твоје плаве очи, 2009
- Антонета, 2010
- Ништа друго срце не пита, 2012
- Липо име Корчула, 2013
- 200 година, друга награда публике, 2014

Мелодије Мостара:
- Љубим једну Херцеговку, 2012

Фестивал шансоне, Подгора:
- Најдужа луда ноћ, 2012